# Polesie-Kolonia
Polesie-Kolonia – część wsi Adamów w Polsce, położona w województwie świętokrzyskim, w powiecie starachowickim, w  gminie Brody.
W latach 1975–1998 Polesie-Kolonia administracyjnie należało do województwa kieleckiego.